# آگاش‌دیو
آگاش یا اگاس برپایه اسطوره‌های مزدیسنا دیوی است شورچشم که مردم را چشم می‌زند.

## واژه‌شناسی
این نام در پارسی میانه agāš و در اوستایی -ağašay آمده‌است و معنای دارای چشم بد می‌دهد.